# Elisa Carrió
Elisa María Avelina Carrió (Resistencia, 26 de diciembre de 1956), más conocida como Lilita Carrió, es una abogada, catedrática universitaria y política argentina que se desempeñó como Diputada de la Nación por la Ciudad Autónoma de Buenos Aires desde 2009 hasta 2020, ocupando dicho cargo previamente entre 2005 y 2007. Años antes, fue Diputada de la Nación por la Provincia del Chaco entre 1995 y 2003, Convencional Constituyente en 1994. 
A pedido de su padre, Rolando Carrió, dirigente radical del Chaco, se presentó a las elecciones para la Convencional Constituyente de 1994, resultando elegida. Posteriormente, fue candidata a diputada nacional en 1995 y 1999 por el Chaco, y en 2005, 2009, 2013 y 2017 por la Ciudad de Buenos Aires, siendo elegida en todas las oportunidades. En la Cámara de Diputados, fue presidenta de las comisiones de Asuntos Constitucionales (2000-2001), Antilavado (2001) y Relaciones Exteriores (2016-2017).
Durante su labor parlamentaria, adquirió notoriedad por su rol como legisladora de oposición y por liderar investigaciones sobre corrupción política. Tras la crisis de 2001 en Argentina, Carrió fundó el partido Coalición Cívica ARI y, en 2004, el Instituto de Formación Cultural y Política «Hannah Arendt». Su imagen nacional como referente opositora la llevó a presentarse a la Presidencia de la Nación en cuatro ocasiones, siendo candidata (en 2003, 2007 y 2011) y precandidata (en 2015). A lo largo de los gobiernos kirchneristas, se destacó por sus denuncias en casos de corrupción como Vialidad, Hotesur y Ciccone, que derivaron en la condena de altos funcionarios, incluida Cristina Fernández de Kirchner.
Fue cofundadora del frente Cambiemos, que llevó a Mauricio Macri a la Presidencia de la Nación en 2015. Dentro de la alianza de gobierno, Juntos por el Cambio, Carrió fue una de las principales dirigentes oficialistas, respaldando las políticas de la gestión mientras mantenía su perfil fiscalizador. Luego de las elecciones de 2023, y anticipando el acercamiento político del PRO a La Libertad Avanza, la Coalición Cívica, liderada por Carrió, se apartó de la alianza.
En octubre de 2019 presentó la renuncia a su banca como diputada nacional para dedicarse más a su vida privada, luego de 25 años de actividad política. En 2023, Carrió incursionó en el diseño de moda con un emprendimiento propio y, un año más tarde, fundó su propio estudio jurídico, retomando su ejercicio profesional como abogada.

## Biografía antes del paso a la política

### Familia y formación académica
Nació en la ciudad de Resistencia, Chaco, donde cursó sus estudios primarios y secundarios. Su padre, Rolando "Coco" Carrió, era un dirigente importante de la Unión Cívica Radical, y su madre, María "Lela" Elisa Rodríguez, era profesora de Literatura. Es además, sobrina nieta del Brigadier Mayor Edmundo Samuel Sustaita, quien fue el primer comandante en jefe de la Fuerza Aérea Argentina desde su creación como fuerza armada independiente en 1945.
En 1978 ―cuando Carrió tenía 21 años de edad― la Universidad Nacional del Nordeste le otorgó el título de abogada. Hizo un Posgrado en Derecho Público en la Universidad Nacional del Litoral. Fue Profesora Titular por concurso en distintas cátedras (UNNE) y Directora adjunta del Instituto de Ciencia Política y Filosofía y del Instituto de Derecho Público del Centro de Estudios Judiciales.

### Docencia
En la Universidad Nacional del Nordeste (UNNE) fue profesora titular por concurso de la asignatura Derecho Constitucional y profesora titular de Derecho Político.
Desde 1986 hasta 1988 fue directora de la cátedra de Soberanía Alimentaria y Derechos Humanos de la Facultad de Derecho de la Universidad de Buenos Aires.
Desde el año 2004, Carrió da cursos en el Instituto Hannah Arendt que ella formó. En 2004 inició el trabajo de la coordinación de contenidos la ex legisladora Diana Maffia y dieran seminarios, cursos y conferencias con personalidades de la política, juristas, filósofos, y periodistas.
El Instituto coordinó la edición de numerosas publicaciones en las que participó Carrió, como Búsqueda de sentido para una nueva política que compiló junto a Maffia, y La concepción del poder desde las mujeres.

## En el Poder Judicial (1978-1983)
Fue Fiscal de Estado de la provincia del Chaco, desde el 1978 a 1980 (nombrada por el interventor militar Antonio Facundo Serrano, durante el régimen de Jorge Rafael Videla) y luego secretaria del Tribunal Superior de justicia, desde el 1980 a 1983 (nombrada en ese cargo por Roberto Viola con nivel de Juez de Cámara). Según la biografía que escribió Marta Dillon (periodista del diario Página/12), la madre de Carrió habría hablado con la fiscal de Estado, la doctora Castaño, para que incorporara a Carrió a su grupo de abogados.
Carrió fue nombrada por Decreto Provincial número 72 del gobernador de facto de la provincia, General de Brigada Facundo Serrano, Fiscal de Estado de la provincia, por lo que debió jurar por los estatutos del Proceso de Reorganización Nacional. En ese momento, tenía 21 años de edad y todavía no tenía su título universitario. En el año 1980, aún durante la dictadura militar, fue designada como "secretaria de la Procuración del Superior Tribunal de Justicia del Chaco", mediante la Resolución Provincial 522, con lo cual le correspondía la jerarquía, el nivel y el sueldo de un juez de cámara. Por su parte, Graciela Fernández Meijide respondió a críticas de Carrió señalando falta de investigación y penalización de crímenes durante su periodo en la Procuración del Chaco.
Carrió se refirió a las críticas a su pasado laboral durante una sesión del Congreso en 2006:

Que digan lo que quieran. Lo que intentamos hacer durante largos años fue arrepentirnos de algunas cosas, construir otras y poder comprometernos. Lo reconozco, pero no me preocupa; nunca levanté un arma, nunca firmé sentencia alguna. No fui jueza ni fiscal, por lo tanto lo que se dice es mentira. Pero era joven y debí haberme dado cuenta de algunas cosas, y otros también debieron haberse dado cuenta.

La diputada nacional justicialista Sandra Mendoza, de procedencia de familia judicial, dio cuenta de las credenciales democráticas de Carrió al defenderla de acusaciones de la diputada Diana Conti, en ocasión de presentar una cuestión de privilegio. "Carrió no es dictadora" concluyó, luego de un emotivo alegato en el que explicó que su padre, preso por los gobiernos militares, había intercedido para que Carrió pudiera entrar en el poder judicial. "La alegría es revolucionaria, pero la mentira es grotesca" fue la conclusión de la diputada kirchnerista de Chaco.

## Constituyente nacional de 1994
Por pedido de su padre y la sugerencia del expresidente Raúl Alfonsín (amigo de su padre), se presentó como candidata a convencional constituyente para reformar la Constitución nacional en 1994, pese a su oposición al Pacto de Olivos, que facilitó la posibilidad de reelección de Carlos Menem, posición que compartía con otros dirigentes radicales como Federico Storani, Fernando de la Rúa y el exgobernador Sergio Montiel.
El llamado Pacto de Olivos consistió en el núcleo de coincidencias básicas respecto del ejercicio del poder y la reforma electoral. El radicalismo y el peronismo acordaron la reducción del mandato presidencial de 6 a 4 años, la creación del Jefe de Gabinete de Ministros, la autonomía de la Ciudad de Buenos Aires, la elección directa del presidente y vicepresidente (eliminando los colegios electorales) y la representación federal de los senadores siendo 2 para la primera minoría y 1 para la segunda. Además del acuerdo en cuestión, se habilitó la reforma para el agregado de nuevos derechos en los que la Asamblea Constituyente incluyó reformas sustanciales.
Una vez electa, se desempeñó como miembro de la Comisión Redactora y como miembro de la Comisión de Tratados Internacionales.
El 24 de agosto de 2019, en la conmemoración por el aniversario de los 25 años de la reforma constituyente, Carrió fue homenajeada junto a los ex constituyentes presentes, recibiendo una medalla conmemorativa por su labor en este proceso.

## Diputada por el Chaco (1995-2003)
Fue elegida diputada en las elecciones de 1995. 
En 1997, Carrió durante su primer gestión en la Cámara de Diputados dio inicio al primer proyecto de Ingreso Ciudadano para la Niñez junto con la diputada, también radical, Elisa Carca. El proyecto conocido como INCINI representaba un cambio en los modelos focalizados de asistencia social y se enmarcaba en los regímenes de renta básica universal, en este caso para todos los niños y niñas menores de 18 años, sin focalizar respecto de la situación laboral o socioeconómica de sus familias.
El proyecto no logró ser sancionado en el Congreso de la Nación, sin embargo, en el año 2009 el Poder Ejecutivo Nacional a cargo de la presidenta Cristina Fernández de Kirchner firmó el Decreto de Necesidad y Urgencia 1.602 de 2009 que creó la Asignación Universal por Hijo de características similares al INCINI siendo complementario del sistema de salarios familiares y exenciones del impuesto a las ganancias por hijo. En ese entonces tanto Carrió como Carca criticaron el proyecto oficial tanto por el procedimiento de ser sancionado como Decreto, como por considerarlo una medida focalizada que dejaba fuera a los hijos de autónomos, monotributistas, y generando distinciones por la situación laboral de los padres.
En su segundo período fue reelegida por la provincia del Chaco con casi el 60 % de los votos. Como Diputada presidió, durante su período en el Congreso Nacional, la Comisión de Asuntos Constitucionales en el período 2000-2001. 
Durante su período en la Cámara Baja se hizo acreedora en 1996, 1997 y 1998 al Premio Parlamentario a la labor legislativa. En las elecciones presidenciales de 1999 hizo campaña por la candidatura del candidato de la Alianza Fernando de la Rúa. Sin embargo, antes de la asunción del gobierno de la Alianza, manifestó sus diferencias con relación a los ministros elegidos para integrar el gabinete.
Cuando en marzo de 2001, y a raíz de la situación que atravesaba la economía argentina, el Poder Ejecutivo Nacional designó al frente del Ministerio de Economía al exministro Domingo Cavallo situación que agravó las discrepancias dentro del interbloque de la Alianza. El Ejecutivo remitió al Congreso el proyecto de delegación de poderes especiales al gobierno de De la Rúa fundamentado sobre la necesidad de acelerar decisiones económicas durante la crisis. La oposición de Carrió a la delegación de facultades motivó su salida del bloque legislativo de su partido (la UCR), acusando la delegación como una "transferencia que va a consolidar cada vez más el Estado mafioso".
Tras su rompimiento con la UCR, empezó a formar un bloque propio en acuerdo con otros miembros que decidieron dejar de formar parte del interbloque de La Alianza. Este fue el origen del movimiento Argentinos por una República de Iguales junto con dirigentes políticos como Mario Cafiero y Alfredo Bravo, que daría lugar posteriormente al partido Coalición Cívica ARI por el que fuera candidata a presidente en 2003, 2007, 2011 y 2015.
Desde su banca presentó proyectos para promover el juicio político contra el ministro de la Corte Suprema de Justicia de la Nación, Dr. Julio Salvador Nazareno, por mal ejercicio de sus funciones, de conformidad con lo dispuesto en el artículo 53 de la Constitución Nacional.

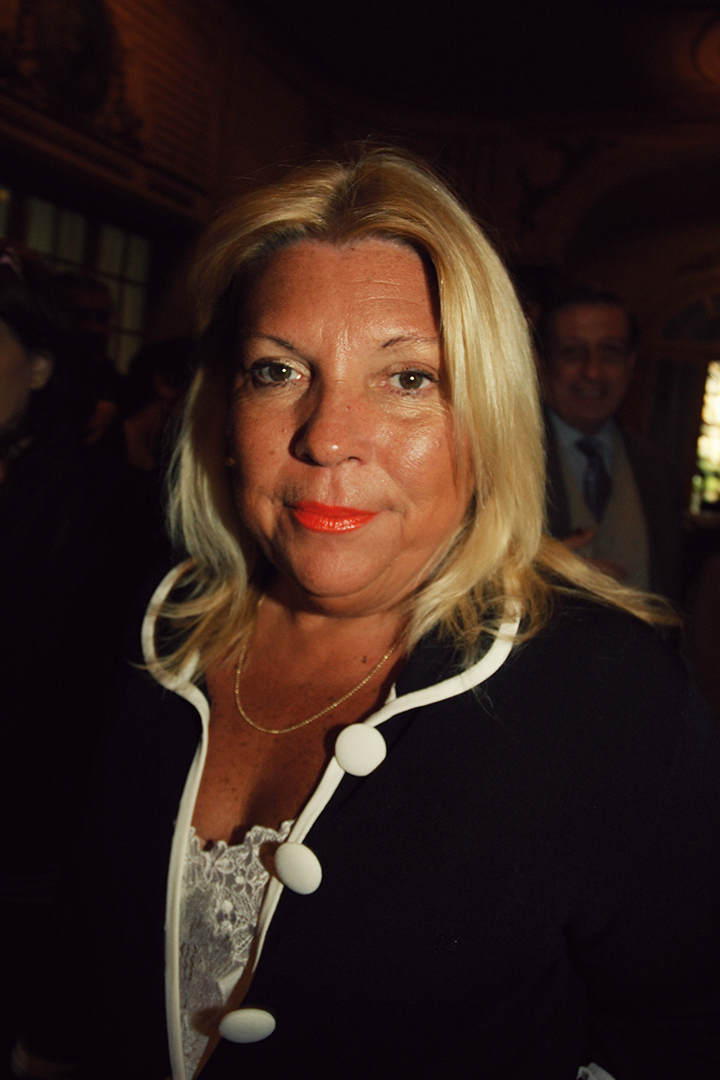
Elisa Carrió durante un acto en el que la Coalición Cívica presentó el de Plan de Transparencia para la Obra Pública, realizado en el Centro Argentino de Ingenieros, ubicado en Cerrito 1250, CABA.

La solicitud de juicio político tiene como fundamento las conductas del juez Nazareno en las causas denominadas "Armas", "Corralito", "Embajada de Israel", "Caso Fayt", "Rebalanceo Telefónico", "Ética pública" y "Moneta". Esta solicitud fue acompañada por el pedido de juicio político para el resto de ministros de la Corte Suprema de Justicia de la Nación: Adolfo Vázquez, Guillermo López, Antonio Boggiano, Julio Nazareno, Eduardo Moline O'Connor, Augusto Belluscio, Jorge Rodríguez (jefe de ministros), Carlos Corach (ministro del Interior de la presidencia de Carlos Menem), Elías Jassan (ministro de Justicia).
El juicio político pedido para la llamada "Corte menemista" concluyó con la efectiva destitución del juez Eduardo Moliné O'Connor en diciembre del 2003 y la destitución del juez Antonio Boggiano en 2005, ambos constituyeron los primeros magistrados de la Corte destituidos de la historia de la República. Por su parte, los jueces Nazareno, Adolfo Vázquez y Guillermo López optarían por la renuncia. Este desplazamiento de los miembros de la Corte fue un hecho significativo durante la presidencia de Néstor Kirchner que motivó a una profunda reforma del modo de elección de la Corte.
En este período Carrió fue coautora del Proyecto de Nulidad de las leyes de Obediencia Debida y Punto Final, junto a Patricia Walsh. En la presentación del proyecto sostuvo que a través de las "leyes de impunidad", Argentina incumplió su obligación de investigar y sancionar penalmente las violaciones a los derechos humanos y los crímenes contra la humanidad. La invalidez de las leyes mencionadas se deriva de su oposición a normas positivas incluidas en tratados internacionales de los que Argentina forma parte.[cita requerida] Las leyes de Punto Final y Obediencia Debida son disposiciones asimilables a amnistías que consagran la impunidad de hechos que, como en el caso, constituyeron delitos cometidos en el ejercicio de la suma del poder público.
En el año 2003, a poco de la muerte del exdiputado Alfredo Bravo y que fuera uno de los principales impulsores de la nulidad durante sus mandatos como diputado, Carrió fue miembro informante del proyecto de nulidad que fuera sancionado bajo la Ley 25.779 y que declaró "insanablemente nulas" las leyes de Obediencia Debida (23.492) y Punto Final (23.521). Al momento de la votación Carrió pidió al recinto el reconocimiento a la lucha de Bravo en esta materia. Finalmente la ley tendría reconocimiento judicial en el fallo de la Corte Suprema de Justicia en 2005 en el caso Simón.
En abril de 2001, Carrió presentó ―junto al demócrata mendocino Gustavo Gutiérrez― un proyecto de resolución que proponía la creación de una Comisión Investigadora de ilícitos cometidos en el ámbito del sector privado o público. Carrió presidió (entre mayo y noviembre de 2001) la «Comisión especial investigadora sobre hechos ilícitos vinculados con el lavado de dinero» en la Cámara de Diputados, lo que le valió una serie de amenazas de muerte.
La Comisión ―pese a las lógicas partidarias enfrentadas en su interior que debilitaron su accionar― consiguió llevar adelante acciones penales que concluyeron con la cárcel a banqueros involucrados en el lavado de dinero denunciado.
Carrió, junto con la comisión contra el lavado de dinero, elaboraron un informe de 1500 páginas dado a conocer en agosto de 2001, acompañado de una serie de documentos que involucraban a políticos, funcionarios y banqueros del menemismo.
Gran parte de su contenido proviene de la investigación realizada por una subcomisión del Senado de Estados Unidos ―presidida por el senador demócrata Carl Levin― que logró el levantamiento del secreto bancario en su país a partir del testimonio de un testigo reservado que había trabajado con el banquero argentino Raúl Moneta.
Las 18 cajas que recibió la comisión argentina contenían documentos y detalles de las cuentas que centenares de empresas radicadas en Uruguay (tales como el estudio Posadas, Posadas y Vecino, propiedad del exministro uruguayo Ignacio de Posadas) y en Panamá emplearon para desviar miles de millones de dólares.
Durante las privatizaciones de activos del Estado por el Gobierno de Carlos Menem, Carrió presentó reiteradas denuncias de corrupción e irregularidades. Por ello fue objeto de demandas judiciales de sus ministros y ataques del expresidente Menem.
En este período Carrió situó la consolidación de un sistema que denominó «patrimonialismo corrupto», que fuera instaurado por la dictadura militar del Proceso de Reorganización Nacional (1976-1983), y que la diputada identificó como «una matriz de saqueo que antepone el negociado personal desde la estructura del Estado al interés de la Nación».
En 2002, el presidente Eduardo Duhalde ―por exigencias del Fondo Monetario Internacional― derogó la Ley de Subversión Económica, por lo que la Justicia se quedó sin la principal herramienta para perseguir los delitos financieros develados por esta investigación, asegurándose la impunidad de los involucrados.[cita requerida]

## Diputada por la Ciudad de Buenos Aires (2005-2020)

### 2005-2007
Luego de su primera candidatura presidencial, Carrió se dedicó a la conformación nacional del partido ARI y cambió definitivamente su domicilio a la Ciudad de Buenos Aires. El partido mantuvo una etapa turbulenta respecto de su posicionamiento durante el gobierno de Néstor Kirchner, y la salida de importantes diputados que después tendrían acercamientos al Gobierno Nacional como Graciela Ocaña y las diferencias políticas con uno de los fundadores del partido, Mario Cafiero.
En el año 2005 fue candidata a Diputada Nacional por la Ciudad Autónoma de Buenos Aires y resultó elegida por poco más de un 20% de los votos. Desde las elecciones del 2005, Carrió comenzó a tejer acuerdos políticos con sectores de otros partidos políticos, afianzando alianzas con el Partido Socialista y sectores menos afines ideológicamente a su partido, como fueron el partido Unión por Todos de la exministro Patricia Bullrich y la entonces legisladora María Eugenia Estenssoro. En ese mismo período tuvo acercamientos a dirigentes radicales como el ex vicejefe de gobierno Enrique Olivera y la diputada Margarita Stolbizer.

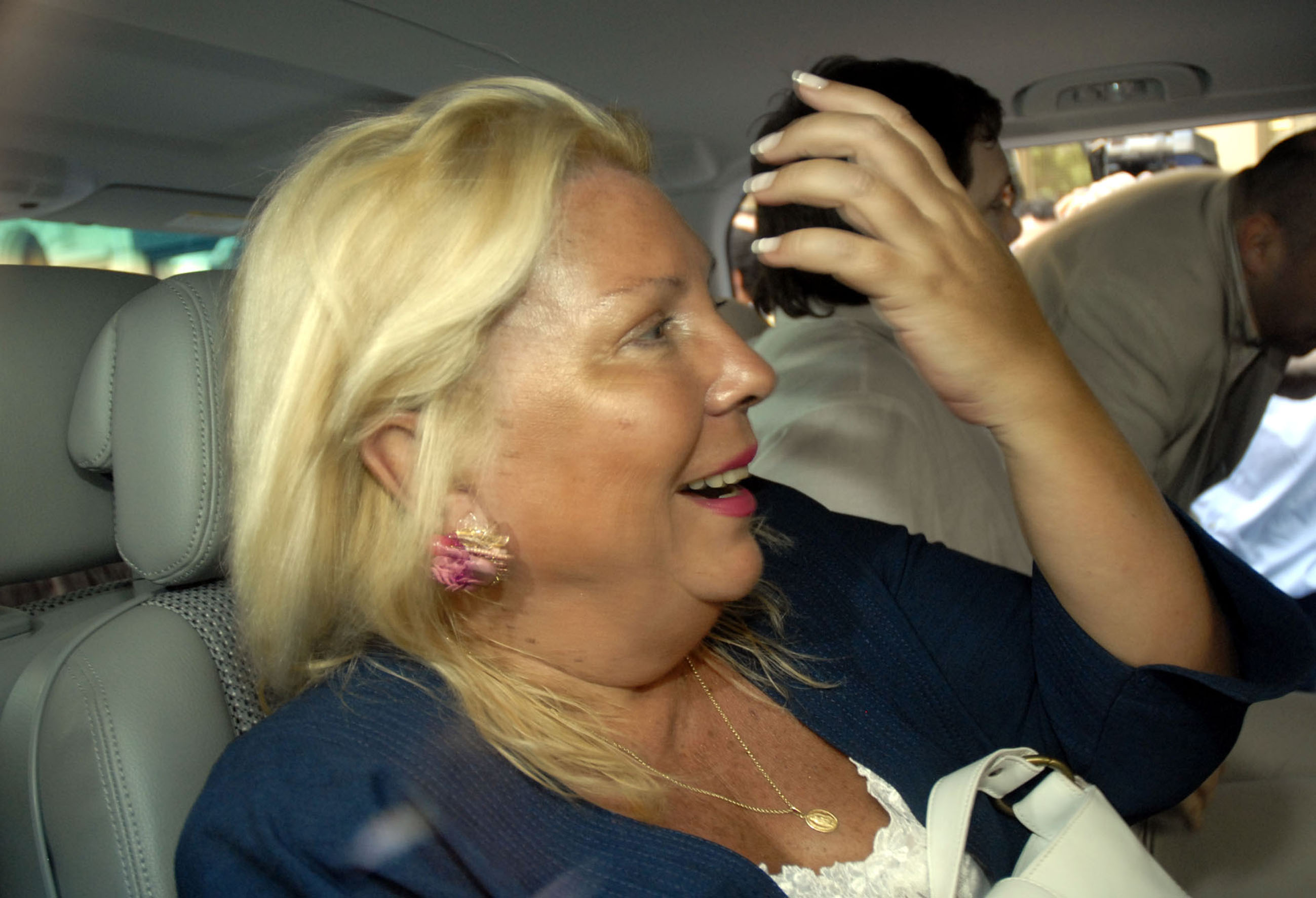
La diputada Elisa Carrió durante la campaña de 2007.

Sin embargo, su retorno a la Cámara de Diputados sería corto. En marzo del 2007, a pocos meses de las elecciones presidenciales, renunció a su banca para afrontar un juicio en su contra por calumnias e injurias a causa de una denuncia del empresario pesquero Héctor Antonio al que la diputada involucró en el asesinato de un testigo Finalmente en agosto del mismo año fue declarada inocente,

### 2009-2013
Durante el 2008, Carrió tuvo fuerte actividad durante el llamado Conflicto del Campo que emergió a partir de la Resolución 125 que aumentaba las retenciones las exportaciones de los productos del Campo. El conflicto se extendió de marzo a julio de ese año golpeando seriamente la imagen pública de la presidenta Kirchner y resultando en una importante discrepancia con su vicepresidente Julio Cobos. Tras el conflicto, la Coalición Cívica inició conversaciones formales con la Unión Cívica Radical y el Partido Socialista para conformar un frente común en las elecciones parlamentarias del año siguiente.
En ese mismo año, Carrió junto a algunos dirigentes de la Coalición Cívica, denunció penalmente al expresidente Néstor Kirchner, al ministro de planificación Julio De Vido, al secretario de transporte Ricardo Jaime, al secretario de obra pública José López, a los empresarios Cristóbal López, Lázaro Báez, Rudy Ulloa, y al presidente de la AFIP, Ricardo Etchegaray, por el delito de Asociación Ilícita para el vaciamiento del Estado a través de retornos en la obra pública y el sector energético. La denuncia tuvo gran repercusión pública pero nula actividad judicial hasta el año 2016 en que se iniciara el procesamiento por el supuesto delito.

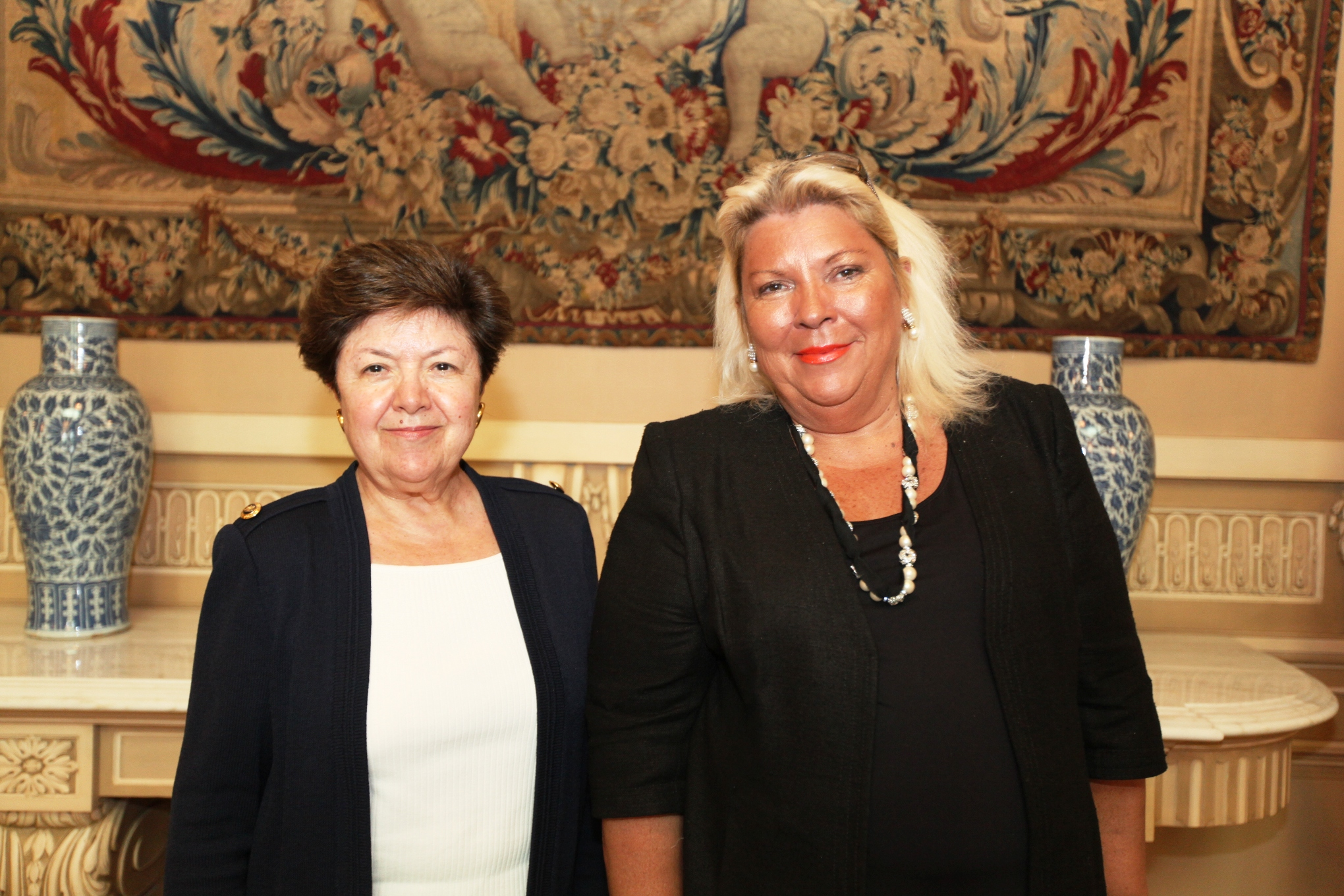
Carrió con la embajadora de Estados Unidos en Argentina, Vilma Martínez (2010).

El Acuerdo Cívico y Social fue el resultado de las conversaciones entre los tres partidos, que alcanzó casi el 30% de los votos en todo el país. Carrió fue candidata a Diputada Nacional por la Ciudad de Buenos Aires, resultando electa por poco más del 19%. El Acuerdo compuso un interbloque entre las tres fuerzas parlamentarias y logró encolumnar a los otros representantes de la oposición en lo que fuera conocido como el "Grupo A", representando una primera minoría parlamentaria en la Cámara de Diputados a partir de diciembre del 2009.
En el año 2010, la Cámara de Diputados impulsó la agenda legislativa del Grupo A destacándose la media sanción de la reforma a los organismos de control, que no logró obtener la aprobación del Senado, la reforma al Consejo de la Magistratura, y de los decretos de necesidad y urgencia que corrieron la misma suerte que el INCINI. Sin embargo, sí logró aprobación por ambas Cámaras el proyecto de la diputada Carrió con la diputada Fernanda Reyes del 82% móvil para las jubilaciones. El proyecto tuvo sanción tanto en la Cámara de Diputados con el Grupo A, como en la Cámara de Senadores con el apoyo del senador Giustiniani. A pesar de ello, la entonces presidenta Kirchner vetó el proyecto.
Tras la designación, en 2012, de Alejandra Gils Carbó al frente del Ministerio Público Fiscal de la Nación, acontecieron dos hechos que motivaron a la diputada Carrió a pedir el juicio político a la Procuradora: el caso de supuesta persecución al fiscal Campagnoli y la supuesta intervención de la Procuraduría de Criminalidad Económica y Lavado de Activos (PROCELAC) a cargo del fiscal Gonella, en la causa Báez. La presentación del juicio político, ampliado en dos oportunidades más no tuvo repercusión legislativa hasta el año 2016 cuando la diputada observó por inconstitucional a la reforma de la Ley del Ministerio Público Fiscal producto de un acuerdo entre su propio bloque Cambiemos y el del Frente Renovador de Sergio Massa.

### 2013-2017
La fuerte derrota de Carrió en las elecciones presidenciales de 2011 significó un importante cambio en la política de alianzas del partido Coalición Cívica ARI, que trabajó conjuntamente con los partidos Socialista, Proyecto Sur, Libres del Sur, y la Unión Cívica Radical. La presidencia del partido pasaría al bonaerense Adrián Pérez y luego al santafesino Pablo Javkin, y la presidencia del bloque de diputados a Alfonso Prat Gay. La nueva política de alianzas del partido concluirá con la conformación, en la Ciudad de Buenos Aires, del Frente UNEN, y del Frente Progresista en el resto del país.
En la Ciudad de Buenos Aires, Carrió, acompañada por Fernando Sánchez, Fernanda Reyes y Pino Solanas ganarían la interna contra el exministro Martín Lousteau y la lista encabezada por Alfonso Prat Gay. Encabezando la lista de diputados nacionales de UNEN logró más del 32% de los votos y resultó elegida. La principal propuesta en ese entonces fue la de impulsar las leyes de extinción civil del dominio de los bienes que no puedan ser justificados cuando mediaren delitos penales, y la imprescriptibilidad de los delitos de corrupción, ambos proyectos fueron presentados en los primeros días del 2014.
Después de la gestión de Alfonso Prat Gay al frente del bloque de diputados nacionales de la Coalición Cívica ARI, en el año 2013 Carrió decidió por primera vez presidir el bloque parlamentario del partido. Desde 2013 en adelante se conforma el interbloque parlamentario UNEN con Proyecto Sur y Suma + del también diputado Martín Lousteau reproduciendo la alianza electoral de la Ciudad de Buenos Aires. Ese mismo año, Lilita optaría por cambiar su domicilio a la Provincia de Buenos Aires en la localidad de Exaltación de la Cruz.

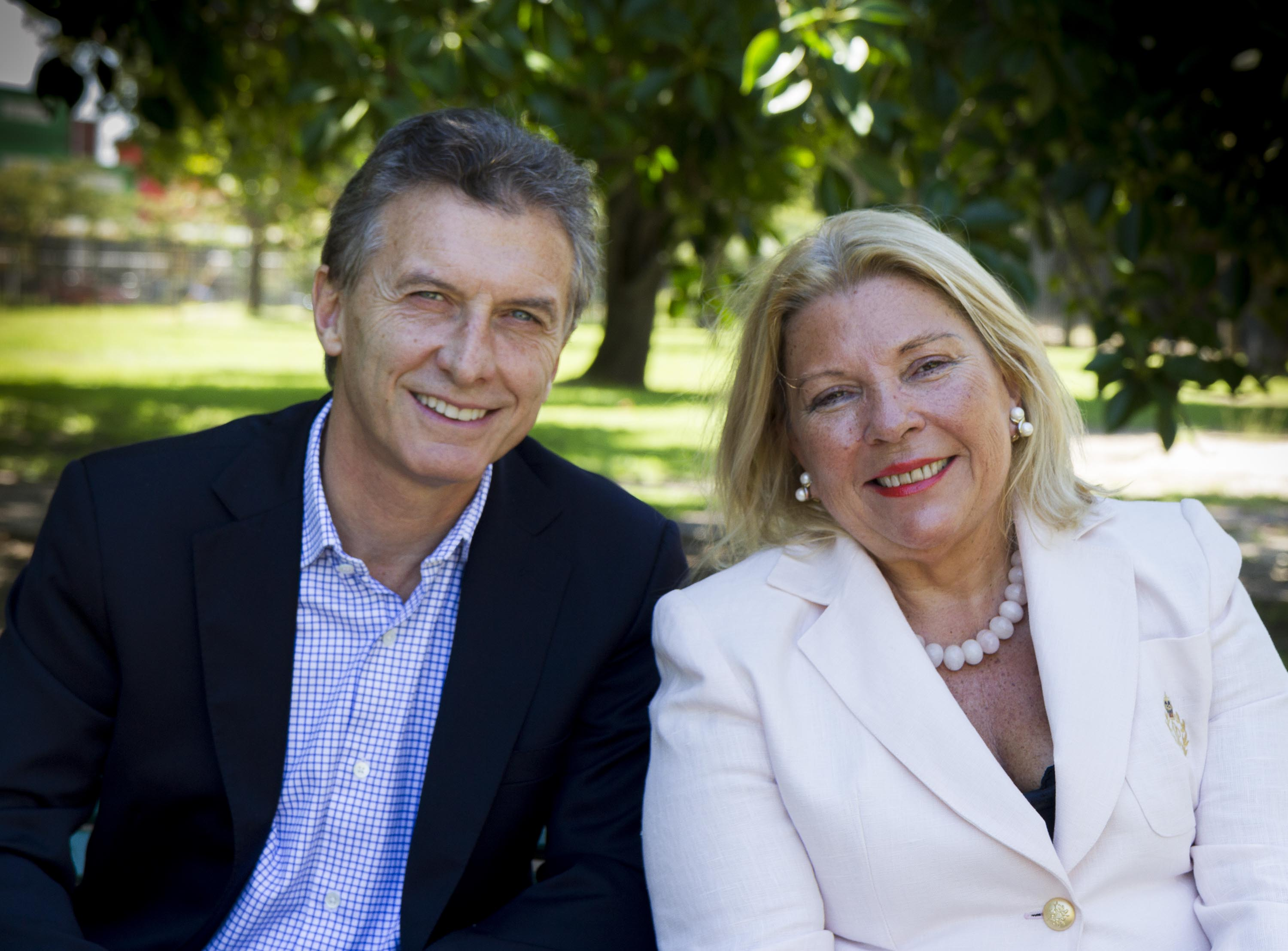
Mauricio Macri y Elisa Carrió, líderes de la alianza Cambiemos, posteriormente Juntos por el Cambio.

Con la nueva conformación de las Cámaras de Diputados y Senadores luego de las elecciones de 2015, Cambiemos logra la primera minoría con 87 diputados nacionales y por tanto la presidencia de las más importantes comisiones parlamentarias. Carrió es elegida para presidir la Comisión de Relaciones Internacionales de la Cámara de Diputados durante el período 2016-2017. La Diputada tiene un rol dentro de Cambiemos de mucha independencia política, de a momentos acompañando las posiciones del Poder Ejecutivo Nacional, y de a momentos estableciendo diferencias sobre aspectos centrales de la política ejecutiva.
Carrió se opuso abiertamente a las designaciones de Majdalani y Arribas en la AFI e incluso presentó un proyecto de disolución de la Agencia Federal de Inteligencia proponiendo la creación de una Agencia contra el Terrorismo. En este mismo sentido, se opuso a la designación de Ricardo Etchegaray al frente de la Auditoría General de la Nación, presentó un proyecto para impedir la designación en comisión de los jueces de la Corte Suprema de Justicia, pidió la revisión del ajuste de tarifas de gas y electricidad, y criticó a la canciller Susana Malcorra por no darle un previo aviso al Congreso sobre la declaración conjunta con Gran Bretaña por Malvinas.
Al mismo tiempo, Carrió apoyó explícitamente a Mauricio Macri cuando aparecieron las acusaciones por su supuesto involucramiento en los Panama Papers. En septiembre de 2016, presentó junto al presidente del bloque radical Mario Negri un proyecto de reforma para la Ley de Defensa de la Competencia que fue trabajado conjuntamente con el ministro Quintana y Francisco Cabrera impulsando la creación de un Tribunal de Defensa de la Competencia y sanciones más severas.
En octubre del 2016, Carrió se presentó en la causa Miralles que investigaba un caso de corrupción judicial durante la época del llamado "corralito". La causa tramitaba en la Sala II de la Cámara Federal de La Plata. La Sala resolvió declarando la imprescriptibilidad de los delitos de corrupción a pedido de la diputada que se había presentado en calidad de amicus curiae.

### 2018-2020
Carrió decide renunciar a la presidencia de la Comisión de Relaciones Exteriores en junio de 2017 para dedicarse a su campaña por la reelección, obteniendo en octubre de ese año el 50.9% de los votos.
El 29 de febrero de 2020 presentó su renuncia a su banca como diputada.

## Candidata presidencial

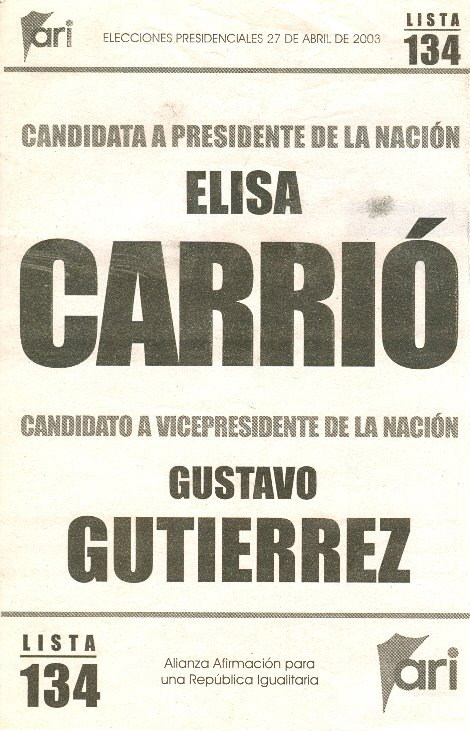
Boleta electoral de Elisa Carrió como candidata a presidenta en 2003.

### 2003
Como Diputada Nacional en el año 2003, Elisa Carrió ya conformado el partido Afirmación para una República Igualitaria (ARI), actualmente Coalición Cívica ARI, formó fórmula presidencial junto con el diputado mendocino Gustavo Gutiérrez, con quien había llevado adelante la Comisión investigadora de lavado de dinero en 2001. En las elecciones presidenciales del 2003, la fórmula del ARI concluyó en cuarto lugar con poco más del 16% de los votos, por detrás del expresidente Carlos Menem, el que resultaría electo Néstor Kirchner, y el exministro de Economía Ricardo López Murphy.

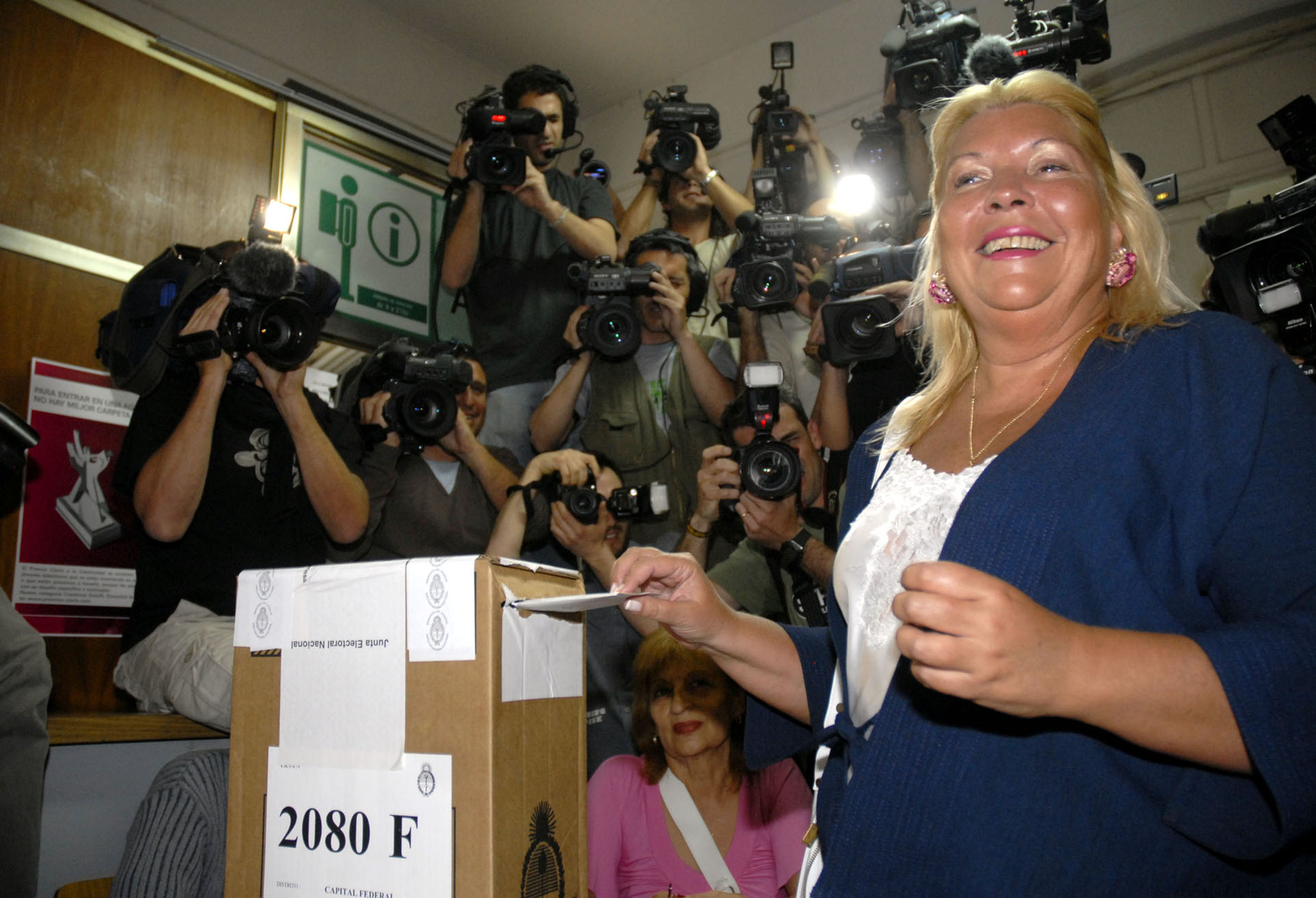
Carrió emitiendo su voto en las elecciones presidenciales de 2007.

### 2007
En las elecciones presidenciales del 2007, Carrió formó fórmula con el entonces senador por Santa Fe Rubén Giustiniani que presidía el partido socialista en el marco de la confederación Coalición Cívica que terminaría superando el 23% de los votos quedando en segundo lugar detrás de quien resultara electa, la primera dama Cristina Fernández de Kirchner. El partido ARI conseguiría ese mismo año la gobernación de la Provincia de Tierra del Fuego, y el partido socialista la gobernación de la Provincia de Santa Fe.
Las elecciones del 2007 fueron severamente cuestionadas respecto de prácticas de abuso por parte del Partido Justicialista como el robo de boletas y cierre anticipado de escuelas electorales. Situación similar se vivió en la Provincia de Córdoba y motivaran la denuncia de fraude por parte del entonces candidato Luis Juez. Sin embargo, las denuncias no tuvieron resolución judicial y la amplia victoria electoral de Kirchner fue motivo para desestimarlas.

### 2011
En octubre del 2010 un evento de trascendencia social importante impactó en la política argentina, la muerte del expresidente Néstor Kirchner y esposo de la entonces presidenta Cristina Fernández de Kirchner. Su muerte significó un cambio radical en las encuestas de opinión sobre el gobierno nacional a poco menos de un año de las elecciones presidenciales del 2011. Carrió fue candidata presidencial, resultando en último lugar con poco menos del 2% de los votos, no pudiendo evitar la amplia ventaja de la presidenta Kirchner, reelecta por más del 54%.

### 2015

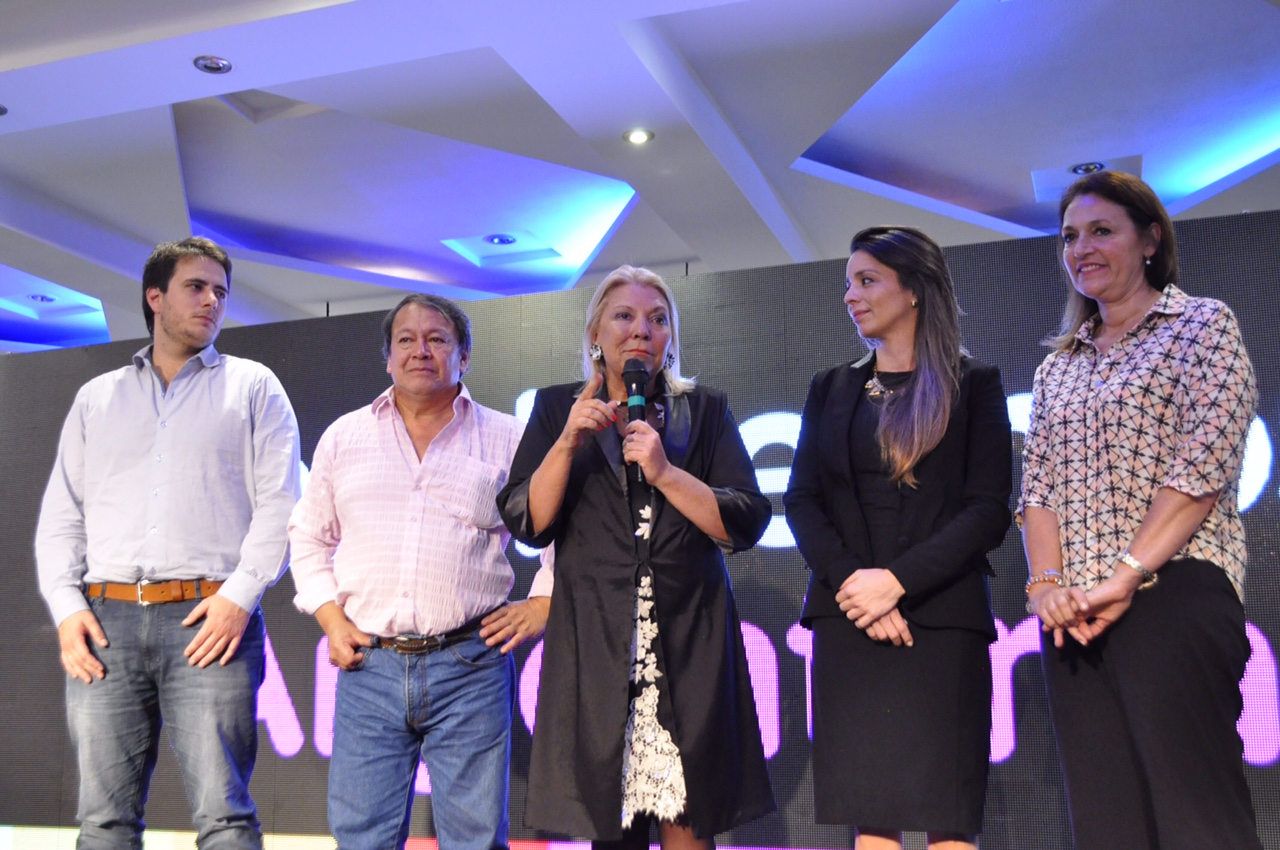
Los candidatos Hernán Reyes, Héctor Flores, Elisa Carrió, Mariana Zuvic, y Marcela Campagnoli

En el año 2014, el frente UNEN tenía discrepancias respecto de la incorporación del partido PRO encabezado por el entonces jefe de gobierno Mauricio Macri, al frente electoral del próximo año. Carrió optó por declinar de su precandidatura a la presidencia si UNEN no incorporaba al PRO al frente, y posteriormente la Unión Cívica Radical encabezada por Ernesto Sanz tomó la misma determinación. Finalmente el acuerdo fue resuelto en 2015 y resultó en la alianza Cambiemos.
El partido Coalición Cívica ARI resolvió llevar la fórmula de Carrió junto al ex piquetero Héctor Flores a la presidencia de la Nación en la interna de Cambiemos, enfrentando a la fórmula radical encabezada por Sanz, y la fórmula del PRO encabezada por Macri. Finalmente la fórmula del ARI obtendría poco más del 7% de los votos en la interna, y Macri sería el candidato a presidente por el Frente. Macri lograría la presidencia de la nación por poco más del 51% de los votos frente al candidato del Frente para la Victoria, Daniel Scioli, en la segunda vuelta.

## Conformación del partido Coalición Cívica ARI

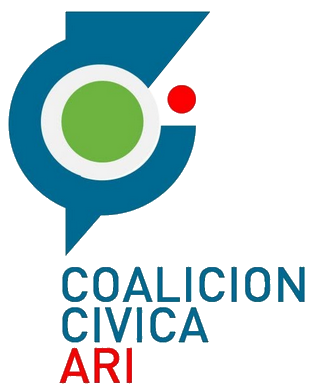
Actual logotipo del partido Coalición Cívica ARI.

Durante el gobierno de la Alianza entre la Unión Cívica Radical y el FREPASO encabezado por el presidente Fernando de la Rúa, Elisa Carrió era diputada nacional por la UCR. En el año 2001 el presidente De La Rúa decidió enviar el proyecto de superpoderes para el ministro de Economía Domingo Cavallo para poder modificar el Presupuesto Nacional.
En contra de dicha decisión, Carrió formó junto al Partido Socialista Democrático y otros políticos de centroizquierda que se encontraban descontentos en sus partidos, muchos de ellos integrantes de la Alianza, un movimiento informal inicialmente llamado Argentinos por una República de Iguales (ARI).
Tras diferencias en torno al proceso electoral, en el año 2002 Elisa Carrió junto a otros dirigentes del movimiento ARI decidieron conformar el partido Afirmación para una República Igualitaria con las mismas siglas, actualmente conocido como Coalición Cívica ARI. Por esa formación política Carrió sería candidata a presidente en los años 2003 y 2011 respectivamente, ya que en las elecciones del año 2007 se presentaría de forma independiente.

## Historia electoral
| Año  | Candidatura                                 | Partido/Frente electoral | Partido/Frente electoral                      | Porcentaje | Resultado |
| ---- | ------------------------------------------- | ------------------------ | --------------------------------------------- | ---------- | --------- |
| 1995 | Diputada Nacional por la Provincia de Chaco |                          | Unión Cívica Radical (UCR)                    | 30.46%     | Electa    |
| 1999 | Diputada Nacional por la Provincia de Chaco |                          | Alianza                                       | 58.69%     | Electa    |
| 2003 | Presidencia de la Nación                    |                          | Argentinos por una República de Iguales (ARI) | 14.05%     | No electa |
| 2005 | Diputada Nacional por CABA                  |                          | Argentinos por una República de Iguales (ARI) | 22.01%     | Electa    |
| 2007 | Presidencia de la Nación                    |                          | Coalición Cívica                              | 23.04%     | No electa |
| 2009 | Diputada Nacional por CABA                  |                          | Acuerdo Cívico y Social                       | 19.05%     | Electa    |
| 2011 | Presidencia de la Nación                    |                          | Coalición Cívica ARI                          | 1.82%      | No electa |
| 2013 | Diputada Nacional por CABA                  |                          | UNEN                                          | 32,21%     | Electa    |
| 2015 | Interna Presidencial                        |                          | Cambiemos                                     | 2.28%      | No electa |
| 2017 | Diputada Nacional por CABA                  |                          | Vamos Juntos                                  | 50,93%     | Electa    |

## Legislación patrocinada
- Ingreso Ciudadano para la Niñez.[110][111][112][113][114][115][116][117][118]
- Nulidad de las leyes de obediencia debida y punto final.[111][114]
- Imprescriptibilidad de los delitos de corrupción.[111][114]
- Extinción del dominio real de los bienes provenientes de la corrupción.[111][114]
- Presupuestos mínimos de protección de acuíferos.[111][114]
- Ley del 82% móvil para la jubilación mínima.[119]
- Ley de Defensa de la Competencia[120]
- Régimen especial para la donación de alimentos (Ley Donal)[121]

## Premios y distinciones
Por su labor en los últimos años ha recibido las siguientes nominaciones, premios y distinciones:
- Diploma al mérito Konex (2018) como una de las 5 mejores legisladoras de los últimos diez años.[21]
- Premio Parlamentario por la labor legislativa años 1996, 1997 y 1998.[111][114]
- Diploma al mérito Konex (1998) como mejor legisladora de los últimos diez años.[21]
- Nominada al premio Mujer del Año (1998) por la fundación COAS, que ayuda a los hospitales de la ciudad.[111][114]
- Premio «Actitud de Vida». Fundación Alicia Moreau de Justo.[111][114]
- Medalla de Oro otorgada por la Coordinadora de Cajas de Previsión y Seguridad Social para Profesionales de la República Argentina, en reconocimiento por su destacada labor en la Convención Constituyente de año 1994.
- Premio del «Día Internacional de la Mujer», otorgado por la Asociación de Ejecutivas de Empresas Turísticas (AFEET).[111][114]
- Premio NEXO (1998), otorgado por labor antidiscriminatoria.[111][114]

## Publicaciones
- Vida (2019)
- Yo amo la República[122] (2015)
- Humanismo y Libertad Tomo II (2014)
- Humanismo y Libertad Tomo I (2013)
- El futuro es hoy (2011)
- La educación como política central del porvenir[123] (2006)
- La nueva matriz de saqueo[124] (2006).
- Búsquedas de sentido para una nueva política (2005)
- La concepción del poder desde las mujeres (2005)
- Hacia un nuevo contrato moral: discursos e intervenciones sobre la realidad nacional (2004)
- Mujeres en el Parlamento, IDEA Internacional (colaboración, 2002)[125]

## Posiciones

### Extracción compulsiva de ADN
En el año 2009 la entonces presidenta Cristina Fernández de Kirchner envió al Congreso de la Nación un proyecto realizado por el Poder Ejecutivo Nacional a propuesta por las Abuelas de Plaza de Mayo para permitir la extracción compulsiva de ADN, en medio del debate nacional respecto de la supuesta apropiación durante la dictadura de los hijos de Ernestina Herrera de Noble (accionista del grupo Clarín). En este contexto el 16 de octubre de 2009, Elisa Carrió dijo:

Es terrible que se vote la ley para la extracción compulsiva de ADN en la búsqueda de identidad. Esa ley no está dirigida a proteger los derechos humanos sino que está dirigida, y tiene nombre y apellido, a los hijos de la señora Herrera de Noble. Esto es fascismo puro. [...] El principio de la integridad y de la autonomía personal están por encima. Es una ley de persecución. Están violando los derechos humanos para una venganza personal. [...] Están manipulando lo más sagrado de la Argentina que son los derechos humanos para una venganza personal contra los hijos. [...] No puede ser que haya dos chicos en la Argentina que su identidad dependa de los negocios del poder. [...] Que la Justicia investigue de manera imparcial, pero no puede una ley de derechos humanos ser el instrumento de venganza contra un grupo económico afectando a supuestas víctimas. Esto es terrible.
Elisa Carrió, octubre de 2009

[cita requerida]
Por motivo de esta declaración, el 28 de octubre de 2009, Carrió fue expulsada de la APDH (Asamblea Permanente por los Derechos Humanos) por decisión unánime de su comisión directiva. Al saber de su expulsión la diputada consideró que había sido "por defender los derechos humanos". Debido a estas declaraciones fue llamada a declarar ante la eventualidad de que tuviese información útil a la investigación sobre la supuesta apropiación de los hermanos Noble.
En el año 2014, el cotejo de las muestras de ADN de los hermanos Noble y las guardadas hasta mediados de 2012 en el Banco Nacional de Datos Genéticos determinó que no puede afirmarse que sean hijos de personas desaparecidas, lo que puso punto final a la controversia judicial. El 11 de octubre de 2012 se confirmó que Marcela y Felipe Noble ―hijos adoptivos de Ernestina Herrera de Noble (directora de Clarín)― no tenían ningún vínculo con las personas desaparecidas cuyas muestras de ADN se encontraban en el Banco Nacional de datos genéticos hasta mediados de 2012.

### Aborto
Elisa Carrió tiene una postura contraria a la despenalización del aborto. Sin embargo, aclaró que hay ciertos casos, como el embarazo producto de una violación, en los cuales cree en la no punición.
A pesar de su postura en este tema, para las elecciones legislativas del 2013, Carrió encabezó una lista donde al menos cuatro de los seis primeros candidatos, están a favor de la despenalización del aborto.
En una disertación en la parroquia de Santo Domingo de Guzmán, el 2 de septiembre de 2013, Carrió habló al respecto:

Yo aclaré perfectamente que estoy en contra de la despenalización del aborto. No estoy de acuerdo. ¿Está claro? Están en las redes, en redes determinadas católicas que yo estoy a favor de la despenalización y es una mentira; de todos mis escritos desde antes de estar convertida. Es mi posición en la Facultad de Derecho en el año ’84 en Corrientes. Ustedes tienen el deber de no engancharse en estas cosas, porque no hay una sola posición mía en esto.
Elisa Carrió, septiembre de 2013

### Matrimonio igualitario
Cuando se votó la Ley de Matrimonio Igualitario a mediados del 2010, Carrió se abstuvo de votar:

[...] Me abstuve en el matrimonio, y no podía votar, por la palabra, no por los derechos. ¿Está claro? Me parecía tremendo votar en contra cuando algunos que votaban en contra los estaban mandando al infierno. Y la verdad que ni Jesús juzga, juzga Dios. En ese tema y en esos temas yo prefiero al Adonai a ponerme en juzgador de la vida privada, de los dramas de los demás. Yo creo que como legisladora no tengo mandato.
Elisa Carrió, septiembre de 2013

En su momento, la diputada Alicia Terada (del bloque de la Coalición Cívica) presentó un proyecto alternativo de «unión familiar» que eliminaba la palabra «matrimonio» del Código Civil y unificaba a todas las uniones conyugales bajo esta nueva categoría, incluida la unión homoparental de pleno derecho. El proyecto además incluía la posibilidad de la constitución de uniones familiares sin unión conyugal o de múltiple parejas también con pleno derecho.
Al momento de la sanción del proyecto de matrimonio igualitario el bloque de la Coalición Cívica votó en su mayoría afirmativamente, con la salvedad de las tres abstenciones de Elisa Carrió, Alicia Terada y Alfonso Prat Gay.

## Controversias

### Declaraciones sobre el Caso Santiago Maldonado
El 11 de octubre de 2017, durante un debate entre candidatos en las elecciones legislativas de 2017, la diputada nacional y dirigente de la alianza oficialista Cambiemos, Elisa Carrió, sostuvo que existía un 20 % de posibilidades de que Santiago Maldonado estuviera en Chile. El 17 de octubre, al ser encontrado un cadáver en el lugar de los hechos, la diputada Carrió opinó en un programa de televisión que se trataba de una situación similar a la del cadáver de Walt Disney. 
Carrió fue cuestionada por sus declaraciones.

### Sobre prisión domiciliaria a militares de avanzada edad implicados en delitos de lesa humanidad
En octubre de 2017 Carrió defendió la prisión domiciliaria de militares condenados por delitos de lesa humanidad debido a su avanzada edad lo cual generó rechazo ante diversos sectores.

### Declaraciones contra Hugo Moyano
Por una entrevista de junio de 2018 en la que Carrió comparó a Hugo Moyano con Jimmy Hoffa, el sindicalista estadounidense que desapareció en los años setenta, la Cámara Criminal y Correccional Federal ordenó investigar a la diputada por incitación a la violencia y apología del crimen, tras una denuncia efectuada por el líder camionero y su hijo Pablo Moyano. Carrió había señalado meses antes que tanto Hugo como Pablo Moyano, en tanto "jefes de la mafia sindical" eran responsables de crímenes y muertes.
La fiscal federal Alejandra Mangano solicitó desestimar la denuncia contra Carrió al considerar que los hechos denunciados por los Moyano "no constituyen delito de acción pública, en tanto no encuentran recepción típica en la figuras penales de incitación a la violencia, instigación a cometer delitos y apología del crimen"

### Supuesto espionaje a dirigentes políticos de la oposición
El diputado del Parlasur Eduardo Valdés denunció ante la Justicia a Carrió, Paula Oliveto y Mariana Zuvic por supuesta violación a la Ley de Inteligencia, violación de secreto, encubrimiento agravado, calumnias y falsa denuncia. Valdés precisó que en el marco del Escándalo D'Alessio “las diputadas de la Coalición Cívica utilizaron transcripciones de escuchas ilegales realizadas en el penal de Ezeiza” y que “quisieron responsabilizarse de instigar la denuncia contra Stornelli”. En ese sentido, aseguró tener “la certeza de que a Oliveto se las entregó Marcelo D’Alessio” y recordó que “Oliveto misma reconoció haber hablado con el extorsionador y espía tras haber sido allanado por el juez Alejo Ramos Padilla”.
Continuó diciendo que, las diputadas “usaron material ilegal” para organizar una campaña de prensa “para frenar y ensuciar la investigación de Ramos Padilla”, de tal modo que para Valdés “se comportaron como encubridoras de D’Alessio y su banda”.
En los primeros días de abril se entregó Ernesto Barreiro, ex espía de la Agencia Federal de Inteligencia (AFI) y mano derecha de Marcelo D’Alessio que se encontraba prófugo. Tras su entrega fue llevado a declarar donde mostró mensajes y llamadas con la diputada de la Coalición Cívica, Paula Oliveto. Dijo que sabía que se reunían regularmente e incluso que también tuvo encuentros en el Congreso con la diputada de Cambiemos Elisa Carrió. Dijo que las diputadas le pedían a D’Alessio información sobre la política y que el falso abogado les suministraba información obtenida del espionaje ilegal sobre dirigentes políticos opositores.